# فدان شيرمان
فدان شيرمان (المعروفة سابقًا بـلمباردي) هو مجتمع فردي في مقاطعة كالافيراس، في ولاية كاليفورنيا الأمريكية. تقع على ارتفاع 2136 متر (7008 قدم).